# Oogmigraine

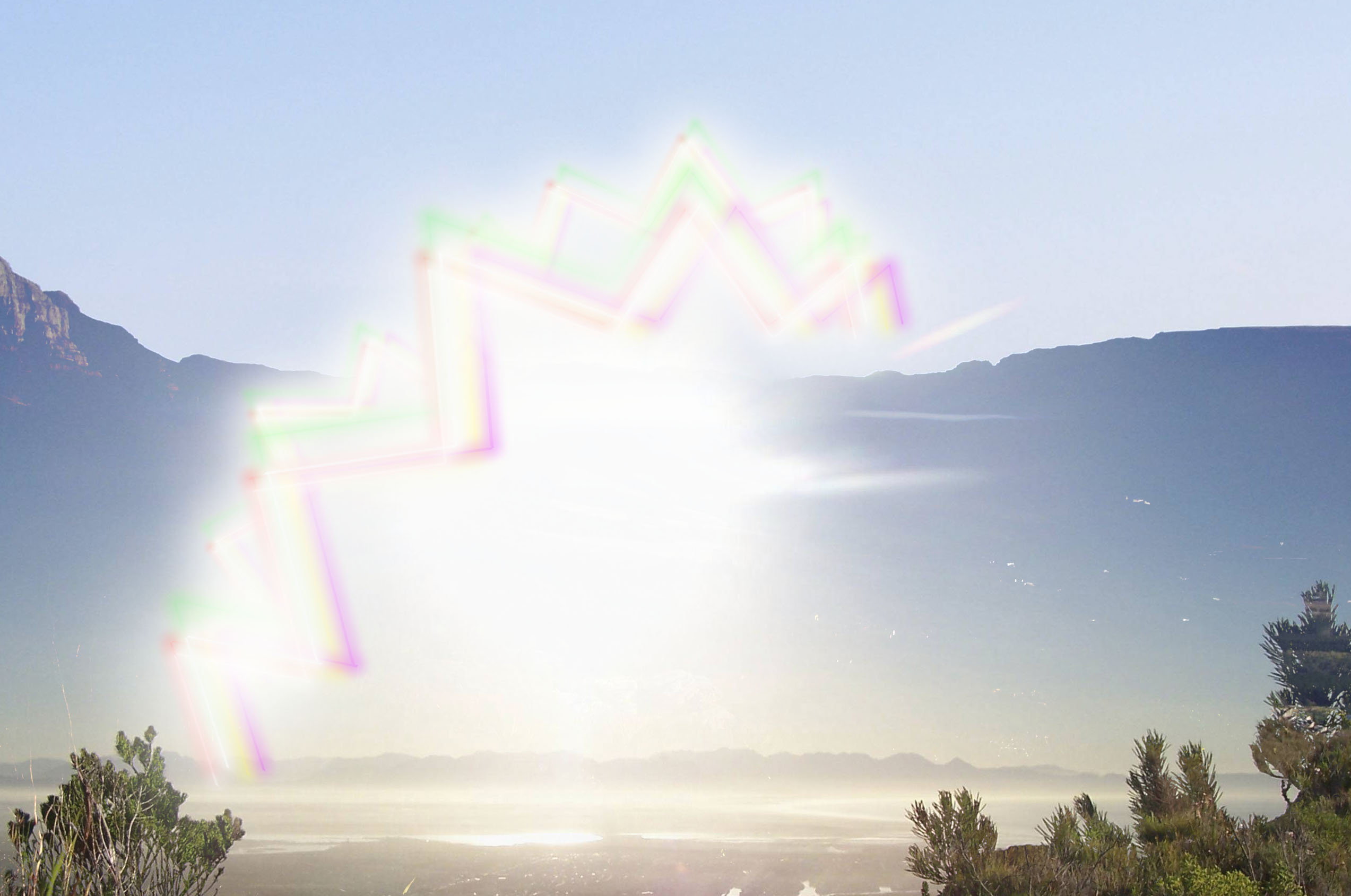
Oogmigraine kan kortstondig vlekken met lichtflitsen, of een diffuus beeld veroorzaken

Oogmigraine of oculaire migraine, migraine-aura, is een aandoening waardoor je kortstondig minder ziet. Een aanval duurt doorgaans 5 tot 30 minuten, waarbij het zicht verminderd is, of soms helemaal verdwijnt. De aanval zelf is pijnloos en veroorzaakt geen blijvende schade, maar kan wel vermoeidheid veroorzaken.
Personen met deze klachten in de familie hebben een verhoogde kans op de symptomen.

## Bronnologie
1. ↑  Oogfonds
2. ↑  Thuisarts